# Хиршбах (Горњи Палатинат)
Хиршбах (њем. Hirschbach) општина је у њемачкој савезној држави Баварска. Једно је од 27 општинских средишта округа Амберг-Зулцбах. Према процјени из 2010. у општини је живјело 1.292 становника. Посједује регионалну шифру (AGS) 9371128.

## Географски и демографски подаци
Хиршбах се налази у савезној држави Баварска у округу Амберг-Зулцбах. Општина се налази на надморској висини од 390 метара. Површина општине износи 31,0 km². У самом мјесту је, према процјени из 2010. године, живјело 1.292 становника. Просјечна густина становништва износи 42 становника/km².